# Atar (departement)
Atar är ett departement i Mauretanien.   Det ligger i regionen Adrar, i den centrala delen av landet, 400 km nordost om huvudstaden Nouakchott.